# Arturo Eduardo Fajardo Bustamante
Arturo Eduardo Fajardo Bustamante (Aiguá, 17 de julho de 1961) é um clérigo uruguaio e bispo católico romano de Salto. Ele é Presidente da Conferência Episcopal Uruguaia desde 2019.

## Biografia
Arturo Fajardo estudou desde 1981 no seminário interdiocesano Cristo Rey, em Montevidéu, bacharel em Filosofia e Teologia no Instituto Teológico Monseñor Mariano Soler do Uruguai, em Montevidéu, e foi ordenado diácono em 6 de dezembro de 1987. Foi ordenado sacerdote para a Diocese de Minas em 8 de maio de 1988 pelo Papa João Paulo II, em sua segunda viagem ao Uruguai.
Fajardo serviu como Assessor de Pastoral Juvenil e Vocacional, colaborador do Movimento de Cursilhos de Cristianismo e atuou como Vigário cooperador na paróquia da Sé de Minas (1988 -1990); pároco de San José de Minas (1990-1992); formador do Estágio Filosófico do Seminário Maior Interdiocesano Cristo Rey e membro do Colégio de Consultores da Diocese de Minas (1992-1993); pároco da paróquia San Carlos Borromeo da cidade de José Pedro Varela (1994-2001); Diretor Espiritual do Seminário Maior Interdiocesano Cristo Rey (1998-2005); formador da Etapa Introdutória do Seminário Maior Interdiocesano (2001-2004); Reitor do Seminário Maior Interdiocesano e Presidente do Conselho de Administração da Associação Casa Sacerdotal Monsenhor Jacinto Vera de Montevidéu (2005- 2007).
Em 27 de junho de 2007 foi nomeado pelo Papa Bento XVI como Bispo de San Jose de Mayo. Foi consagrado bispo em 8 de setembro do mesmo ano pelo núncio apostólico no Uruguai, Dom Janusz Bolonek, na Catedral Basílica de San José de Mayo; os co-consagrantes foram Pablo Jaime Galimberti di Vietri, Bispo de Salto, e Francisco Domingo Barbosa da Silveira, Bispo de Minas.
Desde maio de 2009 Arturo Fajardo foi secretário-geral da Conferência Episcopal do Uruguai (CEU). De 2013 a 2016 foi vice-presidente da conferência, presidente da Comissão Nacional de Pastoral Juvenil, membro da Comissão Episcopal do Seminário Interdiocesano e Responsável pela Administração do CEU. Foi reeleito Vice-Presidente da Conferência Episcopal Uruguaia para o mandato 2016-2018, além de membro do Conselho Permanente e Presidente da Comissão Nacional de Ecumenismo e Diálogo Inter-religioso. Foi eleito presidente da CEU em novembro de 2018, assumindo em 1 de abril de 2019, além de reeleito presidente da Comissão Nacional para o Ecumenismo e o Diálogo Inter-religioso; foi reeleito presidente da CEU em novembro de 2021, com mandato até 2024.

Em 15 de junho de 2020, o Papa Francisco o nomeou Bispo de Salto, com posse em 15 de agosto do mesmo ano.